# 雷銅
雷銅（？—218年），東漢末年劉備麾下將軍。他于下辩之战中与吴兰一起被曹洪军击败阵亡。

## 歷史
當初劉備欲與曹操爭奪漢中，問計於周羣，周羣答：「就算得到地方，未得其民心。若出偏軍，必不利，當戒慎之！」當時州後部司馬蜀郡張裕也諫劉備：「不可爭漢中，出軍必不利。」劉備竟不聽張裕所說，果然取得地方而不得民心。遣將軍吳蘭、雷銅等入武都，都戰死。
217年（建安二十二年），劉備遣張飛、馬超、吳蘭等屯下辯；曹操遣曹洪征討，以曹休為騎都尉，曹洪為軍事統領。曹操對曹休說：「你雖為參軍，實為統帥。」曹洪聞此令，亦委軍事於曹休。
218年（建安二十三年）春，劉備遣張飛屯固山，欲斷軍後。曹軍眾議狐疑，曹休曰： 「張飛真的斷後路，應該會伏兵潛行。現在乘張聲勢，因為未能斷我方後路。現在乘其未集結，應快速擊破吳蘭，吳蘭破則張飛自然會撤退。」曹洪從之，與張既大破吳蘭於下辯，斬其將任夔、雷銅等。吳蘭被陰平氐強端所殺，傳其首回長安。

## 小說
在《三国演义》中，雷铜系从刘璋手下来降，在漢中之戰與張飛一同對抗魏將張郃時，表現勇猛。此人雖勇猛，但智謀不足，因而中張郃之埋伏而被斬殺。